# Arturo Gatti
Arturo „Tunetul” Gatti (n. 15 aprilie 1972, Cassino, Lazio, Italia – d. 11 iulie 2009, Porto de Galinhas beach⁠(d), Pernambuco, Brazilia) a fost un pugilist profesionist italo-canadian. Născut în Cassino, Italia și crescut în Montreal, Quebec, Canada, Gatti s-a mutat în Jersey City, New Jersey pe când era adolescent.
Gatti a câștigat campionate mondiale acordate de două federații diferite din box în două categorii diferite de greutate.
Moartea sa în 2009 a fost controversată, iar soția sa a fost arestată pentru omucidere și apoi eliberată după ce o autopsie a demonstrat că Gatti s-a sinucis.

## Rezultate în boxul profesionist
| 40 victorii (31 victorii înainte de limită, 9 decizii), 9 înfrângeri (5 înainte de limită, 4 decizii), 0 egaluri |                  |                        |     |               |            |                                                           |                                                                                      |
| Rezultat | Rezultat general | Adversar               | Tip | Runda, Timp   | Dată       | Locație                                                   | Note                                                                                 |
| Înfrângere | 40–9             | Alfonso Gomez          | TKO | 7 (10), 2:12  | 2007-07-14 | Boardwalk Hall, Atlantic City, New Jersey                 |                                                                                      |
| Înfrângere | 40–8             | Carlos Baldomir        | TKO | 9 (12), 2:50  | 2006-07-22 | Boardwalk Hall, Atlantic City, New Jersey                 | Lost IBA Welterweight title. For WBC & The Ring Welterweight titles.                 |
| Victorie | 40–7             | Thomas Damgaard        | TKO | 11 (12), 2:54 | 2006-01-28 | Boardwalk Hall, Atlantic City, New Jersey                 | Won vacant IBA Welterweight title.                                                   |
| Înfrângere | 39–7             | Floyd Mayweather, Jr.  | RTD | 6 (12), 3:00  | 2005-06-25 | Boardwalk Hall, Atlantic City, New Jersey                 | Lost WBC Light Welterweight title.                                                   |
| Victorie | 39–6             | Jesse James Leija      | KO  | 5 (12), 1:48  | 2005-01-29 | Boardwalk Hall, Atlantic City, New Jersey                 | Retained WBC Light Welterweight title.                                               |
| Victorie | 38–6             | Leonard Doroftei       | KO  | 2 (12), 2:55  | 2004-07-24 | Boardwalk Hall, Atlantic City, New Jersey                 | Retained WBC Light Welterweight title.                                               |
| Victorie | 37–6             | Gianluca Branco        | UD  | 12            | 2004-01-24 | Boardwalk Hall, Atlantic City, New Jersey                 | Won vacant WBC Light Welterweight title.                                             |
| Victorie | 36–6             | Micky Ward             | UD  | 10            | 2003-06-07 | Boardwalk Hall, Atlantic City, New Jersey                 | 2003 Fight of the Year by The Ring Magazine.                                         |
| Victorie | 35–6             | Micky Ward             | UD  | 10            | 2002-11-23 | Boardwalk Hall, Atlantic City, New Jersey                 |                                                                                      |
| Înfrângere | 34–6             | Micky Ward             | MD  | 10            | 2002-05-18 | Mohegan Sun Casino, Uncasville, Connecticut               | 2002 Fight of the Year by The Ring Magazine.                                         |
| Victorie | 34–5             | Terron Millett         | TKO | 4 (10), 2:23  | 2002-01-26 | MSG Theater, New York, New York                           |                                                                                      |
| Înfrângere | 33–5             | Oscar De La Hoya       | TKO | 5 (10), 1:16  | 2001-03-24 | MGM Grand, Las Vegas, Nevada                              |                                                                                      |
| Victorie | 33–4             | Joe Hutchinson         | UD  | 10            | 2000-09-08 | Molson Centre, Montreal, Quebec                           |                                                                                      |
| Victorie | 32–4             | Eric Jakubowski        | TKO | 2 (10), 0:40  | 2000-04-29 | Madison Square Garden, New York, New York                 |                                                                                      |
| Victorie | 31–4             | Joey Gamache           | KO  | 2 (10), 0:41  | 2000-02-26 | Madison Square Garden, New York, New York                 |                                                                                      |
| Victorie | 30–4             | Reyes Munoz            | TKO | 1 (10), 3:09  | 1999-08-14 | Foxwoods Resort, Mashantucket, Connecticut                |                                                                                      |
| Înfrângere | 29–4             | Ivan Robinson          | UD  | 10            | 1998-12-12 | Trump Taj Mahal, Atlantic City, New Jersey                |                                                                                      |
| Înfrângere | 29–3             | Ivan Robinson          | SD  | 10            | 1998-08-22 | Convention Hall, Atlantic City, New Jersey                | 1998 Fight of the Year by The Ring Magazine.                                         |
| Înfrângere | 29–2             | Angel Manfredy         | TKO | 8 (10), 2:57  | 1998-01-17 | Convention Hall, Atlantic City, New Jersey                |                                                                                      |
| Victorie | 29–1             | Gabriel Ruelas         | TKO | 5 (12), 2:22  | 1997-10-04 | Caesar's Hotel & Casino, Atlantic City, New Jersey        | Retained IBF Super Featherweight title. 1997 Fight of the Year by The Ring Magazine. |
| Victorie | 28–1             | Calvin Grove           | RTD | 7 (10), 3:00  | 1997-05-04 | Caesar's Hotel & Casino, Atlantic City, New Jersey        |                                                                                      |
| Victorie | 27–1             | Tracy Harris Patterson | UD  | 12            | 1997-02-22 | Convention Hall, Atlantic City, New Jersey                | Retained IBF Super Featherweight title.                                              |
| Victorie | 26–1             | Feliciano Correa       | KO  | 3 (10), 2:05  | 1996-07-11 | Madison Square Garden, New York, New York                 |                                                                                      |
| Victorie | 25–1             | Wilson Rodriguez       | KO  | 6 (12), 2:16  | 1996-03-23 | MSG Theater, New York, New York                           | Retained IBF Super Featherweight title.                                              |
| Victorie | 24–1             | Tracy Harris Patterson | UD  | 12            | 1995-12-15 | Madison Square Garden, New York, New York                 | Won IBF Super Featherweight title.                                                   |
| Victorie | 23–1             | Carlos Vergara         | TKO | 1 (10), 0:57  | 1995-10-07 | Convention Hall, Atlantic City, New Jersey                |                                                                                      |
| Victorie | 22–1             | Barrington Francis     | TKO | 6 (10), 1:23  | 1995-07-13 | Caesar's Hotel & Casino, Atlantic City, New Jersey        |                                                                                      |
| Victorie | 21–1             | Tialano Tovar          | KO  | 1 (10), 1:41  | 1995-04-22 | Ballys Park Place Hotel Casino, Atlantic City, New Jersey |                                                                                      |
| Victorie | 20–1             | Roman Smolenkov        | KO  | 1 (10)        | 1995-03-09 | Martinihal, Groningen, Netherlands                        |                                                                                      |
| Victorie | 19–1             | Jose Sanabria          | UD  | 12            | 1994-11-22 | Meadowlands Convention Center, Secaucus, New Jersey       | Retained USBA Super Featherweight title.                                             |
| Victorie | 18–1             | Richard Salazar        | TKO | 10 (12)       | 1994-08-16 | Madison Square Garden, New York, New York                 | Retained USBA Super Featherweight Title.                                             |
| Victorie | 17–1             | Pete Taliaferro        | TKO | 1 (12)        | 1994-06-28 | Convention Hall, Atlantic City, New Jersey                | Won USBA Super Featherweight title.                                                  |
| Victorie | 16–1             | Darrell Singleton      | TKO | 1 (8)         | 1994-05-06 | Boardwalk Convention Center, Atlantic City, New Jersey    |                                                                                      |
| Victorie | 15–1             | Leon Bostic            | PTS | 8             | 1994-01-08 | Friar Tuck Inn, Catskill, New York                        |                                                                                      |
| Victorie | 14–1             | Glenn Irizarry         | TKO | 1 (?)         | 1993-11-11 | Huntington Hilton Hotel, Melville, New York               |                                                                                      |
| Victorie | 13–1             | Derek Francis          | KO  | 1 (?)         | 1993-10-23 | Sands Casino Hotel, Atlantic City, New Jersey             |                                                                                      |
| Victorie | 12–1             | Luis Guzman            | KO  | 1 (?)         | 1993-08-24 | Merv Griffin's Resorts, Atlantic City, New Jersey         |                                                                                      |
| Victorie | 11–1             | Robert Scott           | KO  | 1 (?)         | 1993-07-30 | Ramada Hotel, New York, New York                          |                                                                                      |
| Victorie | 10–1             | Christino Suero        | KO  | 3 (8)         | 1993-06-20 | Harrah's Marina Hotel Casino, Atlantic City, New Jersey   |                                                                                      |
| Victorie | 9–1              | Clifford Hicks         | KO  | 3 (?)         | 1993-05-15 | Memorial Highshool Gym, Brick Town, New Jersey            |                                                                                      |
| Victorie | 8–1              | Curtis Mathis          | TKO | 3 (?)         | 1993-04-07 | Newark, New Jersey                                        |                                                                                      |
| Victorie | 7–1              | Plamen Gechev          | TKO | 1 (?)         | 1993-03-23 | Merv Griffin's Resorts, Atlantic City, New Jersey         |                                                                                      |
| Înfrângere | 6–1              | King Solomon           | SD  | 6             | 1992-11-17 | Blue Horizon, Philadelphia, Pennsylvania                  |                                                                                      |
| Victorie | 6–0              | Joe Lafontant          | UD  | 6             | 1992-05-15 | Trump Taj Mahal, Atlantic City, New Jersey                |                                                                                      |
| Victorie | 5–0              | Antonio Gonzalez       | TKO | 1 (4)         | 1992-04-22 | Meadowlands Arena, East Rutherford, New Jersey            |                                                                                      |
| Victorie | 4–0              | Francisco Aguiano      | TKO | 1 (?)         | 1991-10-22 | Blue Horizon, Philadelphia, Pennsylvania                  |                                                                                      |
| Victorie | 3–0              | Richard De Jesus       | TKO | 1 (4)         | 1991-08-02 | Quality Inn Hotel, Newark, New Jersey                     |                                                                                      |
| Victorie | 2–0              | Luis Melendez          | KO  | 1 (4)         | 1991-07-09 | Blue Horizon, Philadelphia, PennsylvaniA                  |                                                                                      |
| Victorie | 1–0              | Jose Gonzales          | TKO | 3 (4)         | 1991-06-10 | Meadowlands Convention Center, Secaucus, New Jersey       | Gatti's professional debut.                                                          |

## Legături externe
- Official website
- BoxingInsider.com Bio - file Q&A with Arturo 'Thunder' Gatti
- Breaking News: Arturo "Thunder" Gatti found dead in Brazil early this morning Arhivat în 19 februarie 2012, la Wayback Machine.
- Arturo Gatti Grave @ Findagrave
- Arturo Gatti Fight-by-Fight Career Record Arhivat în 7 aprilie 2015, la Wayback Machine.
- Profilul lui Arturo Gatti pe boxrec.com
- boxen-artur.de Arhivat în 4 martie 2016, la Wayback Machine. – Encyclopedia
- Remembering Arturo Gatti ~ Boxing Hall Of Fame 2013 Arhivat în 4 martie 2016, la Wayback Machine.
- Coverage of Gatti's final match
- Dorisol Hotel in Porto de Galinhas (place of death) - Official page Arhivat în 2 martie 2010, la Wayback Machine.
- Datos y curiosidades sobre Arturo Gatti en espanol